# Waterzooï
Le waterzooï (waterzooi en néerlandais) est une soupe-repas mijotée originaire de Gand en Belgique à base de poulet ou de poisson.  

## Origine et étymologie
Le waterzooï est un plat traditionnel belge de Flandre datant de l'époque du Moyen Âge vers la fin du XIIIe siècle. Celui-ci fut créé dans la ville de Gand en Belgique au niveau du quai du Brabant.
À l'époque fut construit un moulin à eau afin de réguler le niveau de l'Escaut au moyen d'un barrage. À la suite de la construction de ce moulin, beaucoup de résidus de céréales et de farine sont tombés dans l'eau, ce qui a attiré les poissons. Ainsi la ville de Gand s'est vite retrouvée submergée de poissons d'eau douce. À la suite de cela, le nombre de pêcheurs a drastiquement augmenté dans la région. Le poisson est devenu une denrée abordable pour les locaux et la base de plusieurs plats incontournables de la région des Flandres.
Le mot waterzooi signifie en flamand « eau qui bout ». Étymologiquement, water signifie « eau » et zooi dérivé de l'ancien verbe zooien qui signifie « cuire ».

## Dans la culture
Il est plusieurs fois question du waterzooï dans Astérix chez les Belges, épisode de la série de bande dessinée Astérix de René Goscinny et Albert Uderzo publié en 1979. D'abord lors d'un banquet, où cette spécialité est préparée par un Belge ménapien du nom de Vandécosmetix. Le plat est de nouveau évoqué peu avant le combat final, qui parodie le second mouvement du poème de Victor Hugo L’Expiation (figurant dans Les Châtiments et narrant la bataille de Waterloo). Ainsi, le fameux vers « Waterloo ! Waterloo ! Waterloo ! morne plaine ! » est détourné en « Waterzooie ! Waterzooie ! Waterzooie ! Morne plat ! »,.
Il s'agit également de la spécialité de Mieke, fiancée belge de Pol Pitron dans le saga de bande dessinée Yoko Tsuno. Elle en prépare entre autres en grande quantité dans l'épisode La Jonque céleste (1998) en prévision d'un séjour de Yoko en Chine féodale afin que le groupe puisse se nourrir s'il « y rencontrait une famine ».

## Préparation
C'est un plat unique de poulet ou de poisson, accompagné de légumes, servi dans une soupière et des assiettes à soupe, dont le bouillon (avec un jaune d'œuf), ou le fumet, est lié à la crème ou au beurre.

### Ingrédients
Le waterzooï est composé des ingrédients suivants :
- carotte
- céleri
- poireau
- navet
- oignon
- persil (feuilles et racines[7])
- pomme de terre
- poulet ou poisson